# Anita von Poser
Anita von Poser (* 1976) ist eine deutsche Ethnologin.

## Leben
Von 1995 bis 2003 absolvierte sie ein Magisterstudium in den Fächern Ethnologie und Europäische Kunstgeschichte an der Ruprecht-Karls-Universität Heidelberg. Nach dem Promotionsstudium (2003–2009) im Fach Ethnologie in Heidelberg war sie von 2011 bis 2021 wissenschaftliche Mitarbeiterin im Arbeitsbereich Anthropologie der Emotionen am Institut für Sozial- und Kulturanthropologie, Fachbereich Politik- und Sozialwissenschaften, der FU Berlin. Seit 2015 ist sie Mitherausgeberin der Buchreihe Emotionskulturen / Emotioncultures. Seit 2022 ist von Poser Universitätsprofessorin (W3) für Ethnologie im Schwerpunktbereich Mobilitäts-Studien mit Fokus auf Mensch-Mensch- und Mensch-Umwelt-Beziehungen am Institut für Ethnologie und Philosophie der Martin-Luther-Universität Halle-Wittenberg.

## Schriften (Auswahl)
- Bosmun empathy person, food, and place in Papua New Guinea. 2009, OCLC 732136604.
- Foodways and empathy. Relatedness in a Ramu River society, Papua New Guinea. New York 2013, ISBN 978-0-85745-919-0.
- Ageing and taking care of the elderly in contemporary Daiden (Northeast Papua New Guinea). Halle 2011.
- Foodways and Empathy. Relatedness in a Ramu River Society, Papua New Guinea (Person, Space and Memory in the Contemporary Pacific, Vol. 4). New York & Oxford: Berghahn Books 2013. ISBN 978-0-85745-919-0